# مکس روچ
 مکس لموئل روچ (انگلیسی: Max Roach؛ زاده ۱۰ ژانویهٔ ۱۹۲۴ درگذشته ۱۶ اوت ۲۰۰۷) آهنگساز و درامر جَز اهل ایالات متحده آمریکا و از پیشگامان سبک بی‌باپ بود که البته در استایل‌های متعدد دیگر موسیقی هم فعالیت داشته و به طور کلی در زمرهٔ مهمترین درام‌نوازان تاریخ به شمار می‌آید. وی بین سال‌های ۱۹۴۴ تا ۲۰۰۲ میلادی فعالیت می‌کرد.